# Sequenza (cinema)
Una sequenza è solitamente un insieme di inquadrature che esaurisce un episodio narrativo: l'evento è narrato senza una rigida continuità spazio-temporale. 
La sequenza può anche essere composta da un'unica inquadratura dotata di autonomia narrativa: in questo caso si parla di piano-sequenza.